# Thelypodium laciniatum
Thelypodium laciniatum là một loài thực vật có hoa trong họ Cải. Loài này được Endl miêu tả khoa học đầu tiên năm 1842.